# Alstom Aptis
L'Aptis était un autobus électrique à batterie commercialisé par Alstom via sa filiale NTL. Sa production, débutée en 2018, a été définitivement arrêtée en mai 2021.

## L'entreprise
En octobre 2017, Aptis remporte le prix de l'Innovation aux Busworld Awards
En 2018, Alstom rachète l'ensemble de l'activité bus électriques de NTL. Il crée une filiale Aptis à 100% détenue par Alstom Transport.
En mai 2021, Alstom annonce mettre fin à son activité d'ici le premier trimestre 2022 s'ils ne trouvent pas de repreneur. Le nombre trop faible de commande est avancé par l'entreprise.

## Caractéristiques
La production de l'Aptis se faisait sur les deux sites Alstom en Alsace :
- Hangenbieten pour la fabrication des extrémités du véhicule (cabine du conducteur et arrière de la partie passager)
- Reichshoffen pour la fabrication de la partie centrale, l'assemblage et les essais

Sa capacité est de 95 passagers.
Il peut se recharger au dépôt ou au bout de la ligne via un pantographe inversé ou SRS.
Contrairement aux bus classiques, et en dessous de 50 km/h, toutes les roues sont directrices, ce qui diminue la place prise dans les courbes grâce à une emprise mono-trace (les roues avant et arrière passent au même endroit). Au-dessus de cette vitesse, les roues arrière redeviennent fixes comme sur les bus classiques. À faible vitesse, et sur commande du conducteur, le bus peut effectuer une approche "en crabe" afin de s’aligner parfaitement avec le trottoir et ainsi d’améliorer le flux passager et l’accessibilité, particulièrement pour les fauteuils roulants.
Afin d'abaisser au maximum la hauteur du plancher, l'intégralité des composants de traction et de batterie sont implantés sur le toit. Pour compenser ce centre de gravité très élevé et assurer une stabilité optimale du véhicule, la suspension est pilotée de manière dynamique.
Fin 2018, trois prototypes sont en circulation afin de tester les innovations :
1. sans climatisation et avec une livrée bleue, il a notamment circulé plusieurs mois en test sur la ligne 21 et 147 du réseau RATP.
2. avec climatisation et avec une livrée Île-de-France Mobilités en circulation sur la ligne 23 du réseau Phébus (Keolis Vélizy).
3. avec une solution de recharge rapide, il circule dans diverses villes en France et en Europe. Ce prototype a permis de vérifier les améliorations de suspensions, bruit et capacité d'insertion.

## Commandes
| Ville       | Opérateur     | Pays   | Nombre (tranche ferme+optionnelle) | Date de commande | Date de mise en circulation | Fin de mise de circulation                                                                       |
| ----------- | ------------- | ------ | ---------------------------------- | ---------------- | --------------------------- | ------------------------------------------------------------------------------------------------ |
| Strasbourg  | CTS           | France | 12                                 | mars 2019        | début 2020                  | Début 2021 (ont été retirés de la circulation en raison de deux défauts à caractère sécuritaire) |
| Paris       | RATP          | France | 50 (+ 210 en option)               | avril 2019       | septembre 2021              |                                                                                                  |
| La Rochelle | RTCR          | France | 4                                  | mai 2019         | début 2021                  | Juin 2023                                                                                        |
| Grenoble    | SEMITAG       | France | 7                                  | juin 2019        | 2020 ?                      | Septembre 2023                                                                                   |
| Toulon      | RMTT          | France | 12                                 | juillet 2019     | ?                           | Finalement jamais mis en service                                                                 |
| Tarbes      | TLP Mobilités | France | 1                                  |                  | 1er mars 2021               |                                                                                                  |